# نظریه مجموعه‌های ناخوش‌بنیان
نظریات مجموعه ای ناخوش‌بنیان (به انگلیسی: Non-well-founded set theories) انواع مختلفی از نظریه مجموعه‌ها هستند که به مجموعه‌ها اجازه می‌دهد عضو خود باشند، و به بیانی، رابطه خوش‌بنیانی (well-foundedness) را نقض کنند. در نظریه‌های مجموعه ای ناخوش‌بنیان، اصل بنیانِ نظریه مجموعه‌های زرملو-فرانکل با اصولی که نفی آن را نتیجه می‌دهند جایگزین می‌شود.
مطالعه مجموعه‌های ناخوش‌بنیان توسط دیمیتری میریمانف در یک سری مقالاتی بین سالهای ۱۹۱۷ و ۱۹۲۰ آغاز شد، که در آنها او تمایز بین مجموعه‌های خوش‌بنیان و ناخوش‌بنیان را معرفی کرد؛ وی خوش‌بنیانی را به عنوان یک اصل موضوعه در نظر نگرفت. اگرچه بعداً تعدادی سیستم اصل موضوعه ای برای مجموعه‌های ناخوش‌بنیان پیشنهاد شدند، تا هنگام ظهور نظریه ابرمجموعه ی پیتر آکزل در سال ۱۹۸۸، کاربردهای زیادی برای آنها یافت نشد. نظریه مجموعه‌های ناخوش‌بنیان در مدل‌سازی منطقی فرایندهای محاسباتی خاتمه ناپذیر در علوم کامپیوتر (جبر پردازه و معناشناسی نهایی)، زبانشناسی و معانشناسی زبان طبیعی (نظریه وضعیت)، فلسفه (کار بر روی پارادوکس دروغگو) و در چارچوبی متفاوت، آنالیز غیر استاندارد به کار رفته‌است.

## جزئیات
در سال ۱۹۱۷، دیمیتری میریمانف  مفهوم خوش‌بنیانی یک مجموعه را ارائه داد:
مجموعهٔ x0 را خوش‌بنیان گویند اگر هیچ دنباله نامتناهی نزولی {\displaystyle \cdots \in x_{2}\in x_{1}\in x_{0}} از رابطهٔ عضویت نداشته باشد.
در ZFC، به خاطر اصل موضوعه قاعده (axiom of regularity) هیچ ∈-دنباله نزولی نامتناهی ای وجود ندارد. در واقع، اصل قاعده غالباً اصل بنیان (foundation axiom) نامیده می‌شود، چرا که می‌توان ثابت کرد که در −ZFC (یعنی ZFC بدون اصل موضوعه بنیان) خوش‌بنیانی اصل قاعده را نتیجه می‌دهد. در انواع ZFC بدون اصل قاعده، امکان مجموعه‌های ناخوش‌بنیان با ∈-زنجیره‌های مجموعه-مانند بوجود می‌آید. به عنوان مثال، مجموعه A که A ∈ A ناخوش‌بنیان است.

## کاربردها
ابرمجموعه‌های آکزل به‌طور گسترده توسط جان اچمندی و جان باروایز در کتابشان دروغگو، مورخ ۱۹۸۷، در مورد پارادوکس دروغگو به کار گرفته شد. این کتاب همچنین مقدمه خوبی برای مبحث مجموعه‌های ناخوش‌بنیان است.
برای اصل ابرجهانی (superuniversality axiom) بوفا (Boffa) کاربردهای در زمینه آنالیز غیر استاندارد اصل موضوعه ای پیدا شده‌است.

## یادداشت
1. ↑  Pakkan & Akman (1994), section link.
2. ↑  Rathjen (2004).
3. ↑  Sangiorgi (2011).
4. ↑  Ballard & Hrbáček (1992).
5. ↑  Levy (2002), p. 68.
6. ↑  Hallett (1986), p. 186.
7. ↑  Aczel (1988), p. 105.
8. ↑  Mirimanoff (1917).
9. ↑  Kanovei & Reeken (2004), p. 303.